# 種田妃美
種田妃美（たねだ きみ、1974年11月23日 - ）は、高知県高知市出身の女子車いすバスケットボール選手。既婚で主婦。バイクの事故により脊椎を損傷、下半身が不自由になる。同じ病室の人に誘われたのをきっかけに車いすバスケットボールを始め、2002年に韓国で開かれたフェスピックで代表に選ばれて以来代表を務めている。
2008年には日本代表として北京パラリンピックに出場した。